# Coprosma pedicellata
Coprosma pedicellata är en måreväxtart som beskrevs av Molly, P.J.Lange och B.D.Clarkson. Coprosma pedicellata ingår i släktet Coprosma och familjen måreväxter. Inga underarter finns listade i Catalogue of Life.